# رنی فن ده کرکوف
رنی فن ده کرکوف (هلندی: René van de Kerkhof؛ زادهٔ ۱۶ سپتامبر ۱۹۵۱) یک بازیکن فوتبال اهل هلند است.

## باشگاهی
از باشگاه‌هایی که در آن بازی کرده‌است می‌توان به پی‌اس‌وی آیندهوون و توئنته اشاره کرد.

## تیم ملی
وی که سابقه ۴۷ بازی و ۵ گل ملی دارد عضو تیم ملی فوتبال هلند در جام جهانی فوتبال ۱۹۷۴ و ۱۹۷۸ بوده‌است.

## افتخارات
- پی‌اس‌وی آیندهوون
  - لیگ برتر فوتبال هلند: ۳: ۱۹۷۴–۷۵، ۱۹۷۵–۷۶، ۱۹۷۷–۷۸
  - جام حذفی فوتبال هلند: ۲:۱۹۷۳–۷۴، ۱۹۷۵–۷۶
- هلند
  - جام جهانی فوتبال:
    - نایب قهرمان: (۲) جام جهانی فوتبال ۱۹۷۴, جام جهانی فوتبال ۱۹۷۸

  - جام ملت‌های اروپا:
    - مقام سوم: جام ملت‌های اروپا ۱۹۷۶